# Baden Baden-Powell
Baden Fletcher Smyth Baden-Powell, Sargento de Vuelo, socio de la Real Sociedad Astronómica y de la Royal Meteorological Society (22 de mayo de 1860–3 de octubre de 1937) fue el hijo más joven de Baden Powell, y hermano de Robert Baden-Powell, Warington Baden-Powell, George Baden-Powell, Agnes Baden-Powell y Frank Baden-Powell. 
Su madre, Henrietta Grace Smyth, fue la tercera esposa del reverendo Baden Powell, luego de que las dos anteriores murieran, y fue una dotada música y artista.
Baden-Powell fue un pionero de la aviación militar y socio y posteriormente presidente de la Real Sociedad Aeronáutica y socio de la Royal Geographical Society. Fue uno de los primeros en ver el uso de la aviación en un contexto militar. Construyó sus primeros globos y aeroplanos junto a su hermana Agnes.
Contribuyó al artículo de la Encyclopædia Britannica (edición de 1911) sobre «Vuelo de cometas».

## Escultismo
Baden-Powell fue el primero en llevar las actividades basadas en vuelo dentro del escultismo en la forma de cometas y construcción de modelos de aeroplanos. Puede ser considerado el fundador del Escultismo Aéreo a pesar de que pensaba que era poco factible tener «Scouts Aéreos».
Baden-Powell fue presidente y después Comisionado de Distrito del distrito de North London, fue Comisionado de Distrito del distrito Sevenoaks, Kent, entre 1918 y 1935, y fue Comisionado de la Sede para la Aviación del 1923, hasta su muerte en 1937.
| Predecesor: Desconocido | Presidente de la Real Sociedad Astronómica 1902-1909 | Sucesor: Edward Purkis Frost |